# 科桑
科桑（法語：Caussens）是法国热尔省的一个市镇，属于孔东区（Condom）孔东县（Condom）。该市镇总面积13.27平方公里，2009年时的人口为606人。

## 人口
科桑人口变化图示